# صموئيل قالبرايث
صموئيل قالبرايث (بالإنجليزية: Samuel Galbraith)‏ هو سياسي بريطاني (وحمل سابقاً جنسية المملكة المتحدة لبريطانيا العظمى وأيرلندا)، ولد في 4 يوليو 1853، وتوفي في 10 أبريل 1936. حزبياً، نشط في الحزب الليبرالي. في الانتخابات الفرعية في مجلس العموم البريطاني ‏، انتخب عضو برلمان المملكة المتحدة الـ30 عن دائرة Mid Durham (UK Parliament constituency) ‏ (29 أبريل 1915 – 25 نوفمبر 1918) وفي الانتخابات العمومية البريطانية 1918 ‏، انتخب عضو برلمان المملكة المتحدة الـ31 عن دائرة Spennymoor (UK Parliament constituency) ‏ (14 ديسمبر 1918 – 26 أكتوبر 1922).